# Stadtsparkasse Werne
Die Stadtsparkasse Werne war eine Sparkasse in Nordrhein-Westfalen mit Sitz in Werne. Sie war eine Anstalt des öffentlichen Rechts.

## Geschäftsgebiet und Träger
Das Geschäftsgebiet der Stadtsparkasse Werne umfasste die Stadt Werne im Kreis Unna, welche auch Trägerin der Sparkasse war.
Zum 1. Januar 2016 fusionierte die Stadtsparkasse Werne mit der Sparkasse Lünen zur Sparkasse an der Lippe.

## Sparkassen-Finanzgruppe
Die Stadtsparkasse Werne ist Teil der Sparkassen-Finanzgruppe und gehört damit auch ihrem Haftungsverbund an. Er sichert den Bestand der Institute und sorgt dafür, dass sie auch im Fall der Insolvenz einzelner Sparkassen alle Verbindlichkeiten erfüllen können. Die Sparkasse vermittelt Bausparverträge der regionalen Landesbausparkasse, offene Investmentfonds der Deka und Versicherungen der Provinzial NordWest. Im Bereich des Leasing arbeitet die Stadtsparkasse Werne mit der  Deutschen Leasing zusammen. Die Funktion der Sparkassenzentralbank nimmt die Landesbank Hessen-Thüringen wahr.